# Ибе Паликукя
Ибе Шерифа Паликукя (на албански: Ibe Serifa Palikuqi; на македонска литературна норма: Ибе Паликуќа) е югославска партизанка и народен герой на Югославия.

## Биография
Родена е през 1927 година в град Дебър в семейството на ходжа. След окупацията на Западна Македония от италиански войски нейният брат се включва в комунистическата съпротива. Тя също се включва като куриер за носене на писма. На петнадесет години влиза в Съюза на комунистическата младеж на Югославия. Влиза в ЮКП през юли 1943 година.
През септември 1943 след капитулацията на Италия Ибе Паликукя участва във всички конференции в родния си град. По времето на Шестата офанзива срещу Титовите партизани Паликука се включва в партизанското движение. После става член на местния комитет на ЮКП в Дебър. На 26 август 1944 година става заместник-политически комисар на Шеста народоосвободителна бригада Албания. На 20 септември 1944 година е простреляна тежко в битка със силите на Бали Комбетар. Умира няколко дни по-късно в кичевското село Шутово.
Обявена е за народен герой на Югославия на 8 октомври 1953 година.